# Tang Mengni
Pour les articles homonymes, voir Tang.
Tang Mengni est une nageuse synchronisée chinoise née le 8 avril 1994 à Shanghai. Elle remporte la médaille d'argent du ballet aux Jeux olympiques d'été de 2016 à Rio de Janeiro.